# Gibson Thunderbird
Gibson Thunderbird è un modello di basso elettrico prodotto da Gibson a partire dal 1963.

## Storia
La nascita di questo strumento fu dettata principalmente dal desiderio di contrastare i bassi elettrici a scala lunga ( 34" 1/2 ) della concorrente Fender ed offrire ai clienti uno strumento di alta qualità e dal design innovativo.
Al momento del suo debutto presentava l'innovativo sistema costruttivo neck-thru, ovvero il manico ed il corpo dello strumento erano un unico pezzo di mogano al quale venivano incollate due "ali" dello stesso materiale; in questo modo si garantiva una migliore trasmissioni delle vibrazioni sonore e conseguentemente un sustain superiore ad altri strumenti.
Tra il 1963 ed il 1965 si stima che siano stati prodotti circa 1000 esemplari di Thunderbird (suddivisi in circa il 70% del modello "IV" a due pick-up e il 30% del modello "II" ad un solo pick-up).
Alla fine del 1965 la produzione del Thunderbird venne interrotta.
Riprese nel 1966 con l'arrivo di un modello dal design completamente rivisto ribattezzato "non-reverse body" ovvero con l'inclinazione del corpo opposta a quella proposta fino a quel momento oltre al ritorno alla tradizionale tecnica di fissaggio del manico ad incollaggio che garantiva costi di produzione decisamente minori. Nonostante ciò la Gibson interruppe la commercializzazione del Thunderbird nel 1969.
Nel 1976, in occasione del bicentenario della dichiarazione di indipendenza degli Stati Uniti nel 1776 4 luglio, il Thunderbird fu riproposto sul mercato e mantenuto in produzione fino al 1979.
Negli anni ottanta, grazie al successo del gruppo glam metal Mötley Crüe ed in particolare dal bassista Nikki Sixx, il Thunderbird ritornò in voga e la Gibson ne riprese la produzione per non interromperla più.
Nel 2005 è stata introdotta la serie Studio a 4 e 5 corde che presenta un design "alleggerito" e il fissaggio del manico tramite incollaggio.

## Endorser
Tra gli artisti che hanno reso celebre questo modello ricordiamo:
- John Entwistle (The Who)
- Leon Wilkeson (Lynyrd Skynyrd)
- Simon Gallup (The Cure)
- Krist Novoselic (Nirvana)
- Nikki Sixx (Mötley Crüe)
- Shavo Odadjian (System of a Down)
- Kim Gordon (Sonic Youth)

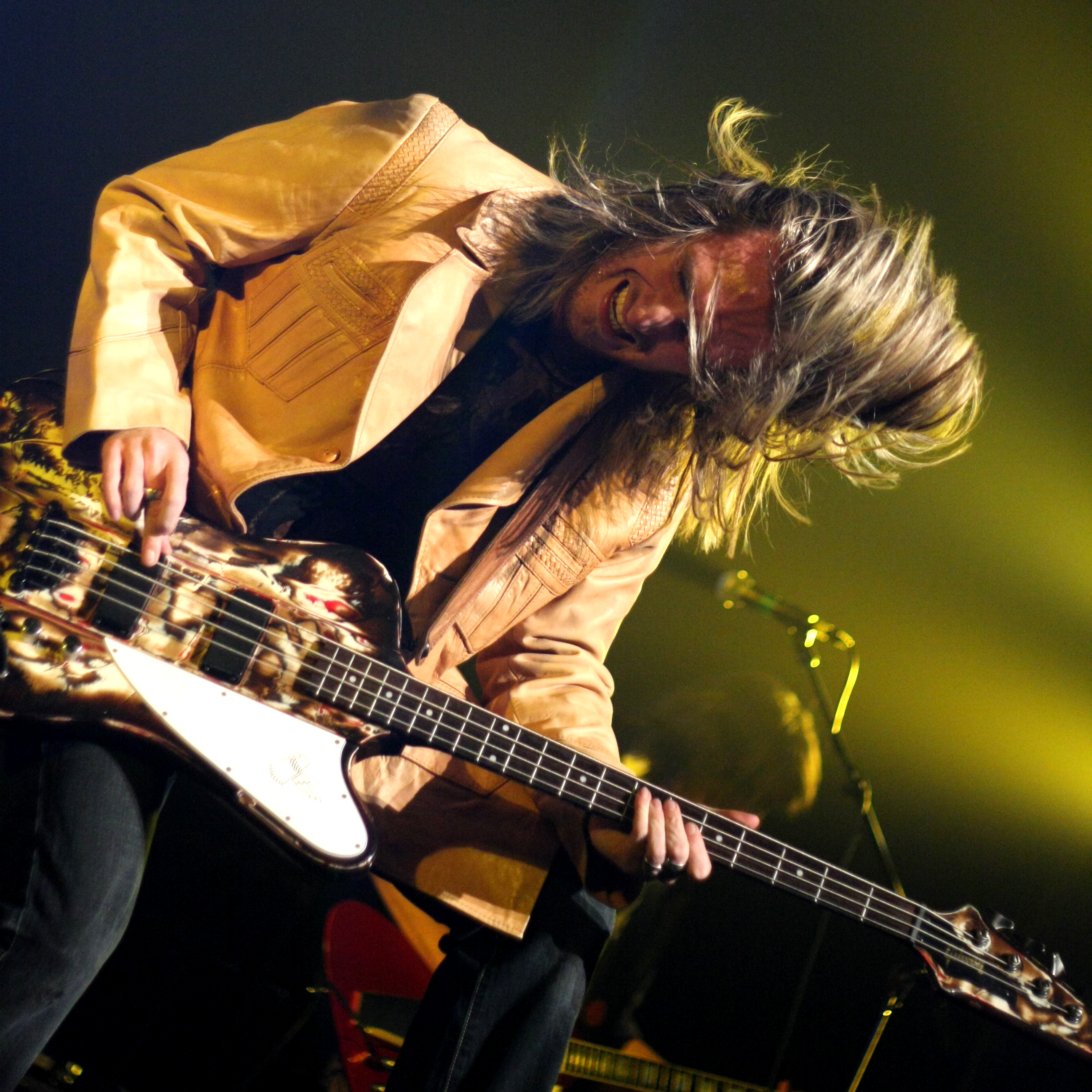
Josh Reedy suona con un Gibson Thunderbird custom

- Stefano "The kid" Ruocco  (Addicted)
- Twiggy Ramirez (Marilyn Manson, Nine Inch Nails, A Perfect Circle)
- Martin Turner (Wishbone Ash)
- Stefan Olsdal (Placebo)
- Tobias Exxel (Edguy)
- Jared Followill (Kings of Leon)
- Frankie Poullain (The Darkness)
- Rupert Jarvis (The Maccabees)
- Peter Watts (Mott the Hoople)
- Jay Bentley (Bad Religion)
- Fabrizio De Santis (W.I.R.E.)